# Sant Llorenç de Morunys
Sant Llorenç de Morunys (històricament Sant Llorenç de Lord o Sant Llorenç dels Piteus) és una vila i municipi situat al nord de la comarca del Solsonès, al bell mig de la vall de Lord.

## Límits

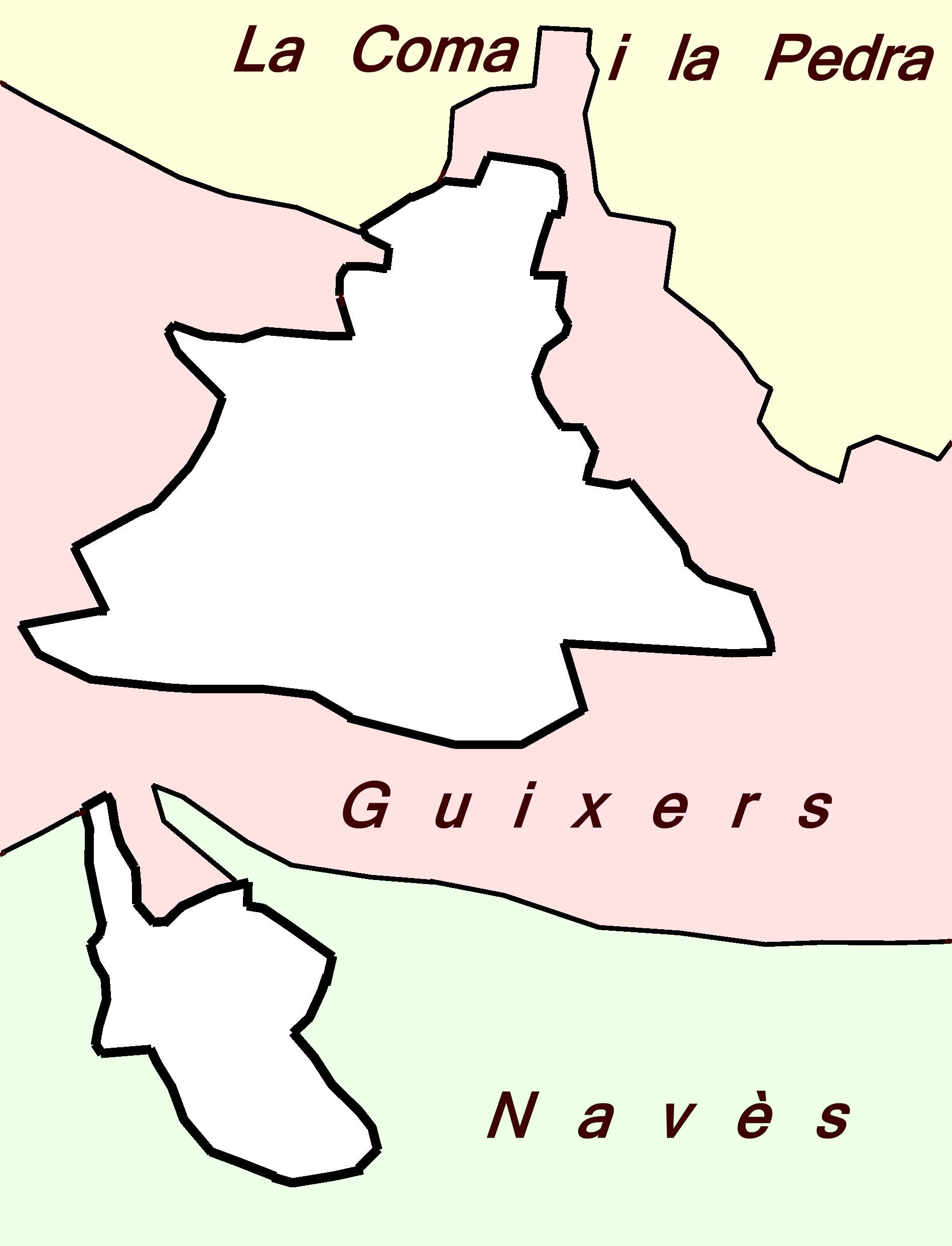
Mapa del municipi de Sant Llorenç de Morunys i els municipis limítrofs.

El terme municipal de Sant Llorenç de Morunys és el més petit dels 14 municipis que configuren la comarca del Solsonès, tot i que es va fer un referèndum demanant a quina comarca volien pertànyer (Solsonès o Berguedà) i va guanyar el Berguedà.
Tan sols té 4,34 km² i encara no en una única extensió contínua, sinó que es reparteix en dues porcions.
La més petita de les dues no arriba al km² i està constituïda per un enclavament en forma de barret de mosqueter vist de perfil i amb la punta de la part davantera de l'ala del barret mirant cap a la vila de Sant Llorenç. Aquest enclavament inclou tota la Mola de Lord, el quadrant sud del vessant del Tossal de Vall-llonga i, al nord, una estreta franja d'uns 500 m de llarg per 150 d'ample que per l'est voreja la carretera que va al santuari de Lord i per l'oest termeneja amb la rasa de Torroella i que, en la seva part més septentrional, comença després del segon revolt cap a l'esquerra que el camí que mena al santuari fa després d'haver passat el túnel. Aquesta estreta franja limita pel nord i per l'est amb Guixers i tota la resta de l'enclavament termeneja amb Navès.
La part més gran del terme municipal, que inclou el nucli urbà, té uns 3,6 km² i està rodejada pel terme municipal de Guixers excepte una estreta franja al NW d'uns 400 m de longitud on termeneja amb el terme municipal de La Coma i la Pedra.

## Geografia
- Llista de topònims de Sant Llorenç de Morunys (Orografia: muntanyes, serres, collades, indrets..; hidrografia: rius, fonts...; edificis: cases, masies, esglésies, etc)

### Situació

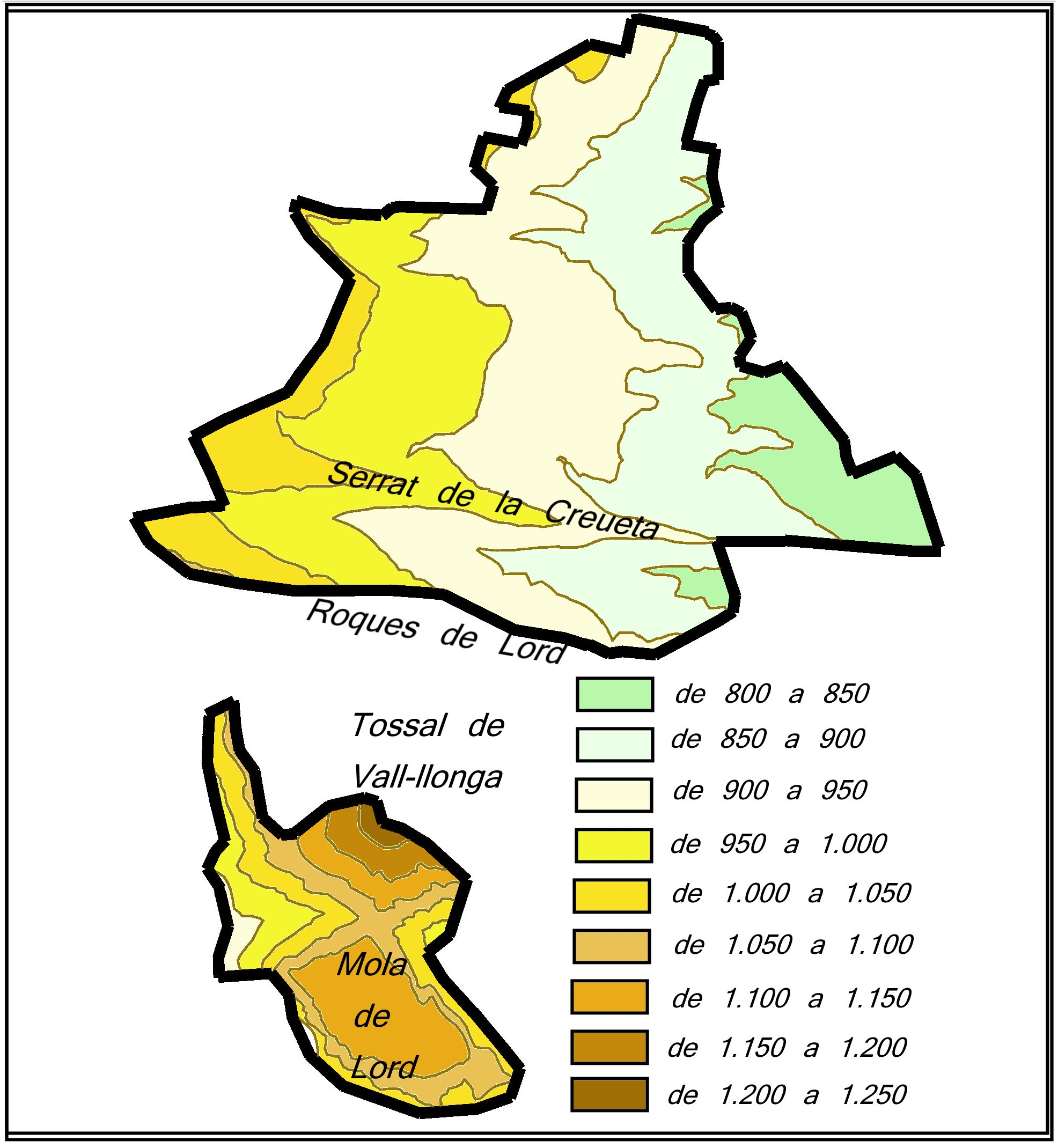
Mapa orogràfic.

La porció gran del municipi està situada a la banda sud-oriental de la Vall de Lord sobirana, en un pla inclinat cap a llevant a la part baixa del vessant SE de la serra de Querol i al vessant oriental de Coll de Jou.
L'extrem més oriental d'aquesta part del terme municipal està colgat per les aigües de l'embassament de la Llosa del Cavall. És la part del terme de menor altitud (el nivell de l'aigua de l'embassament, quan és ple, assoleix els 805 m.) i els punts de major altitud s'assoleixen a l'oest de la capella de la Santa Creu dels Ollers on s'arriba als 1.010 m. i al vessant sud de les Roques de Lord, on s'arriba als 1.100 m.
Pel que fa a l'enclavament del sud, està situat a la banda sud de les Roques de Lord, les seves majors altituds s'assoleixen al cim del Tossal de Vall-llonga que s'alça fins als 1.252 m. i al cim de la Mola de Lord que s'alça fins als 1.189 m. mentre que la part més baixa correspon als 900 m. d'altitud que s'assoleixen a la vora de la rasa de Torroella.
Al Nomenclàtor oficial de toponímia major de Catalunya només hi consten els següents orònims: el Serrat de la Creueta i la Mola de Lord.

### Hidrografia

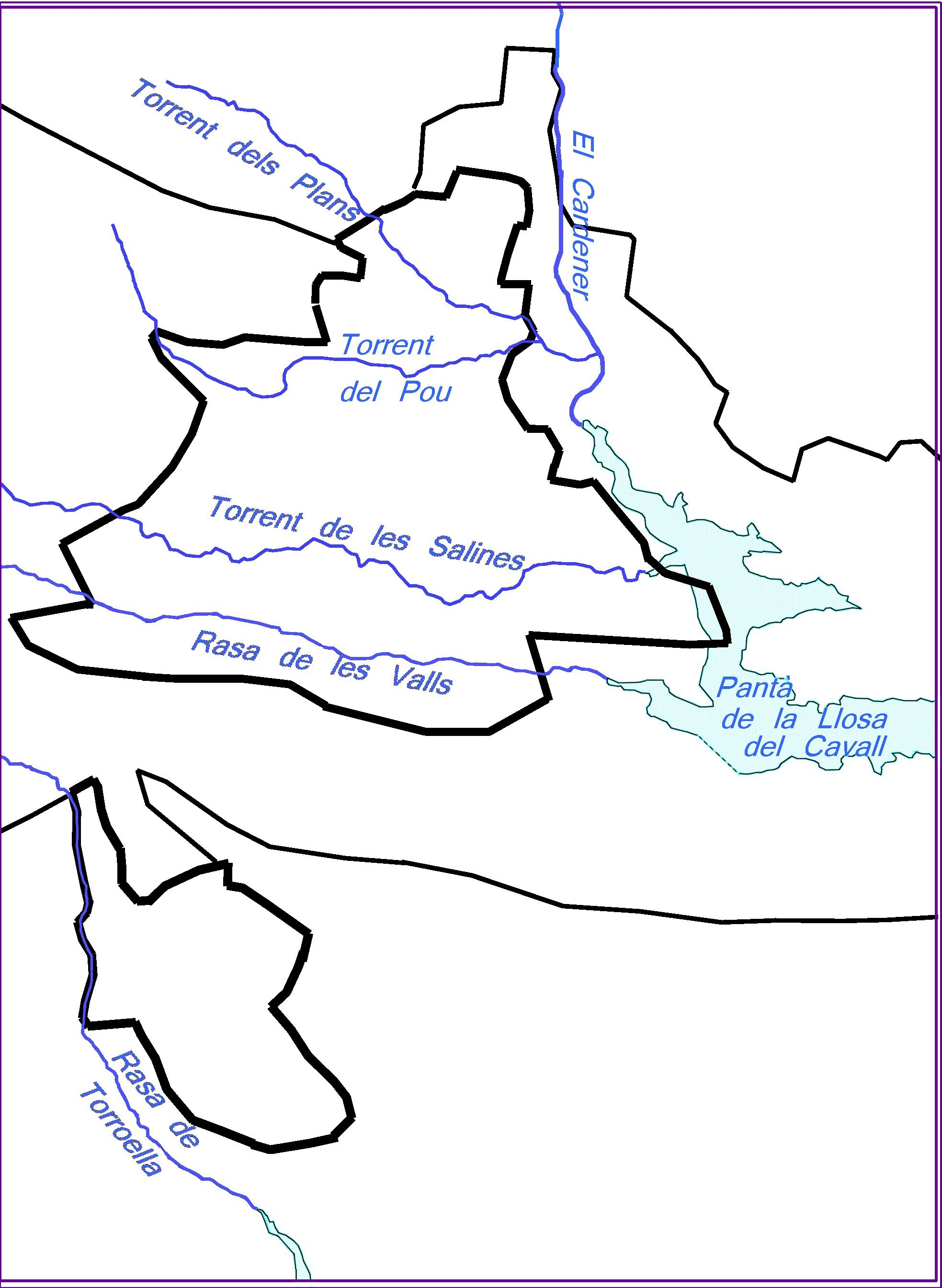
Mapa dels principals corrents fluvials del municipi de Sant Llorenç de Morunys.

#### Corrents fluvials

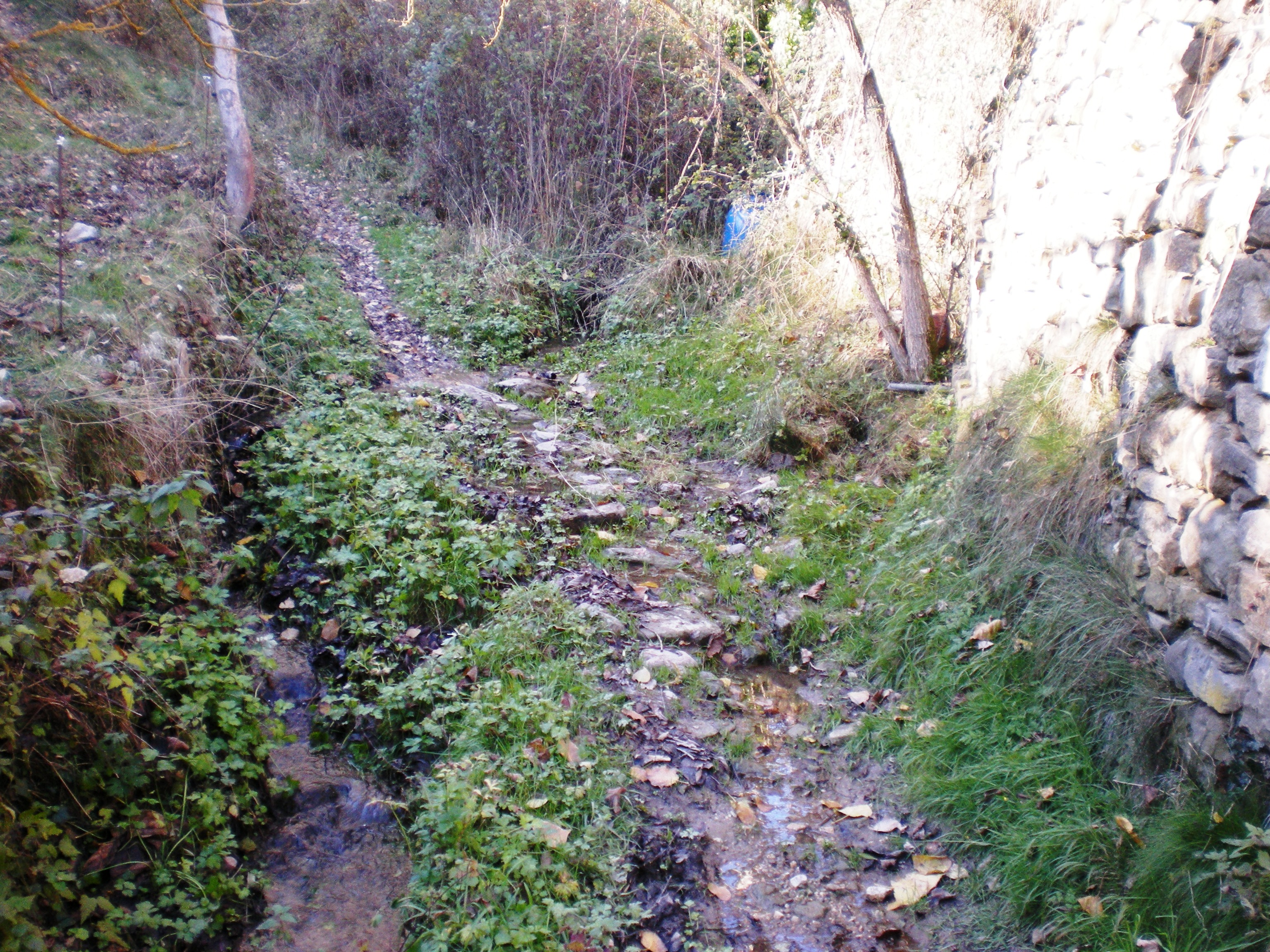
El torrent del Pou i la font del mateix nom

Tots els corrents fluvials que travessen la porció gran del terme municipal tenen la direcció preponderant Est-Oest i són torrents o rases tributaris del Cardener
De nord a sud, els principal són:
- El tram final del Torrent dels Plans (dit també Torrent Pedregós) amb el tram final del seu afluent el Torrent del Pou i els seus dos afluents.
- El tram final del Torrent de les Salines.
- Bona part de la Rasa de les Valls i de la seva xarxa hidrogràfica.

Pel que fa a la porció sud del terme municipal tan sols cal esmentar la rasa de Torroella que s'escola en direcció N-S per la banda oriental del terme fent de frontera amb el terme municipal de Navès en bona part del seu canal de desguàs.

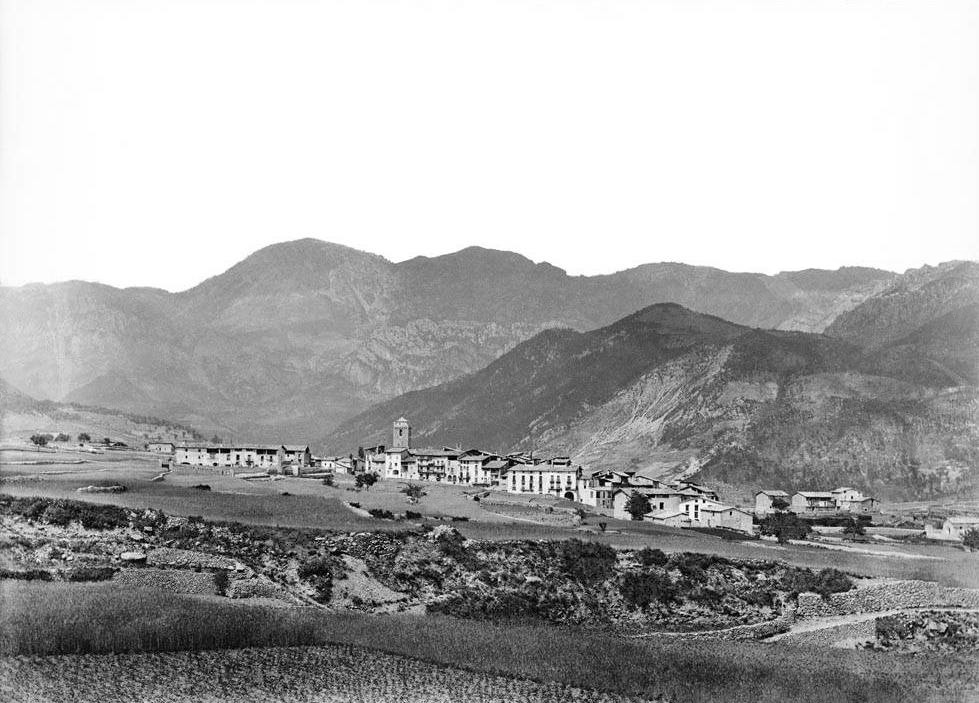
El poble, en una imatge de juny de 1893

- Taula amb les dades detallades de la xarxa hidrogràfica del terme municipal de Sant Llorenç de Morunys  full de càlcul

## Clima

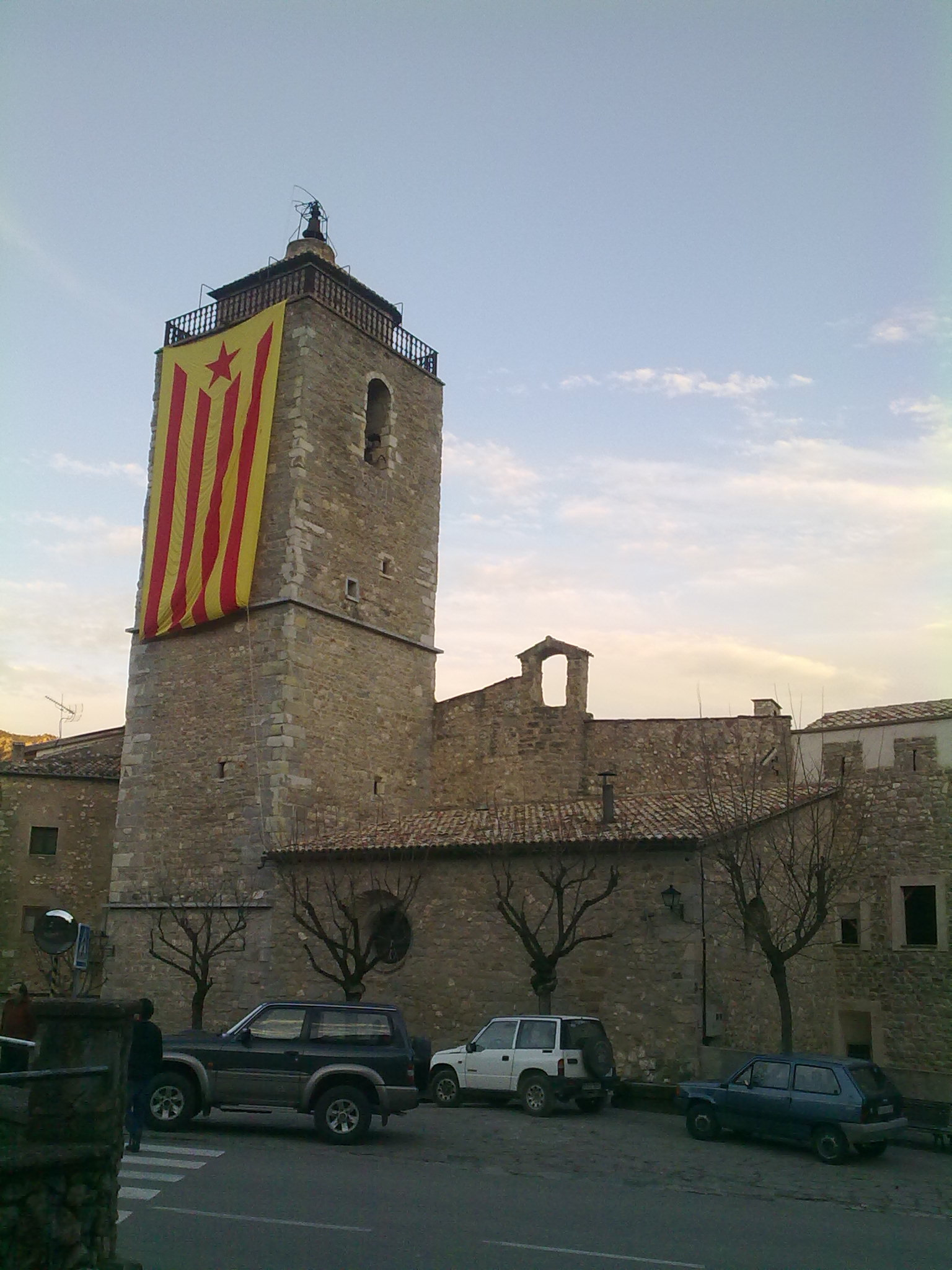
Campanar de l'església de Sant Llorenç de Morunys amb estelada gegant

Clima mediterrani continental propi d'un territori que està a unes altituds que es mouen entre els 800 m i els 1.100 m. A la vila de Sant Llorenç de Morunys les precipitacions són de 816,6 mm anuals de mitjana amb el maig com a mes més plujós (92 mm de mitjana) i el febrer com el mes més sec (32 mm de mitjana). La temperatura mitjana anual és de 10,5 °C amb el gener com a mes més fred (-1,9 °C de mitjana de les mínimes) i amb el juliol com el mes més càlid (27,0 °C de mitjana de les màximes). La mitjana de la radiació solar és de 14.190 w/m²dia.

## Demografia
| 1497 f | 1515 f | 1553 f | 1717 | 1787 | 1857  | 1877 | 1887 | 1900 | 1910 |
| ------ | ------ | ------ | ---- | ---- | ----- | ---- | ---- | ---- | ---- |
| 102    | 101    | 135    | 328  | 929  | 1.178 | 980  | 850  | 769  | 743  |

| 1920 | 1930 | 1940 | 1950 | 1960 | 1970 | 1981 | 1990 | 1992 | 1994 |
| ---- | ---- | ---- | ---- | ---- | ---- | ---- | ---- | ---- | ---- |
| 640  | 653  | 668  | 665  | 759  | 811  | 888  | 861  | 860  | 860  |

| 1996 | 1998 | 2000 | 2002 | 2004 | 2006 | 2008  | 2010  | 2012  | 2014 |
| ---- | ---- | ---- | ---- | ---- | ---- | ----- | ----- | ----- | ---- |
| 900  | 896  | 900  | 901  | 936  | 950  | 1.071 | 1.077 | 1.038 | 993  |

| 2016 | 2018 | 2020 | 2022  | 2024  | 2026 | 2028 | 2030 | 2032 | 2034 |
| ---- | ---- | ---- | ----- | ----- | ---- | ---- | ---- | ---- | ---- |
| 966  | 934  | 960  | 1.000 | 1.003 | -    | -    | -    | -    | -    |

| Evolució demogràfica |            |            |            |                   |                   |                   |       |
| Any                  | Nucli urbà | Nucli urbà | Nucli urbà | Poblament dispers | Poblament dispers | Poblament dispers | Total |
| Any                  | Homes      | Dones      | Total      | Homes             | Dones             | Total             | Total |
| 2000                 | 398        | 393        | 791        | 59                | 60                | 119               | 910   |
| 2001                 | 408        | 380        | 788        | 56                | 59                | 115               | 903   |
| 2002                 | 413        | 378        | 791        | 52                | 58                | 110               | 901   |
| 2003                 | 440        | 417        | 857        | 35                | 33                | 68                | 925   |
| 2004                 | 446        | 419        | 865        | 36                | 35                | 71                | 936   |
| 2005                 | 466        | 434        | 900        | 37                | 32                | 69                | 969   |
| 2006                 | 458        | 423        | 881        | 36                | 33                | 69                | 950   |
| 2007                 | 483        | 453        | 936        | 35                | 33                | 68                | 1004  |
| 2008                 | 517        | 483        | 1000       | 35                | 36                | 71                | 1071  |
| Font: INE            |            |            |            |                   |                   |                   |       |

## Economia

### Població activa
De les 378 persones que configuraven la població activa de Sant Llorenç de Morunys l'any 2001 (393 el 1996), 242 treballaven al municipi i 136 es desplaçaven a treballar fora del municipi.
L'any 2001 al municipi hi havia 328 llocs de treball. 242 eren ocupats per residents i els 86 restants venien a treballar-hi des d'un altre municipi.

## Serveis educatius

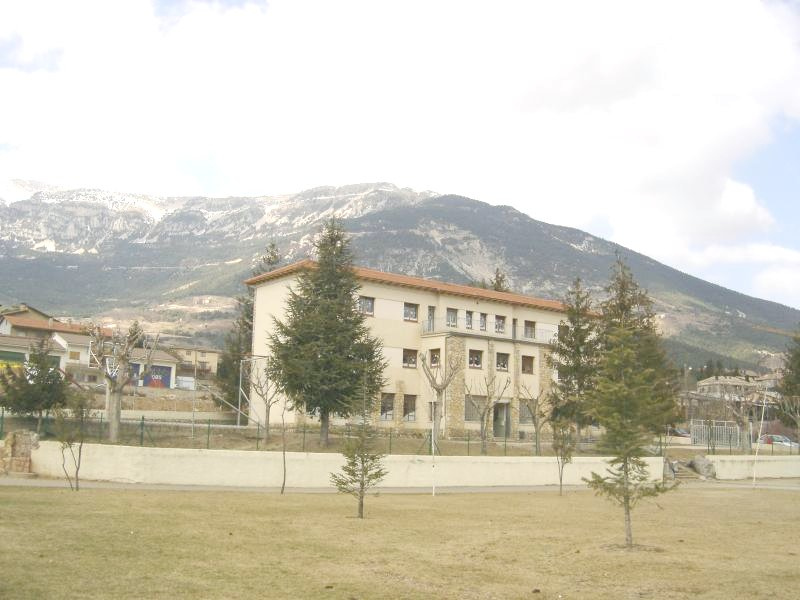
L'Escola Vall de Lord

A la vila actualment hi ha en funcionament dos centres educatius, tots 2 de caràcter públic:
- La llar d'infants municipal Els Piteuets. 0-3 anys
- L'Institut Escola Vall de Lord 3-16 anys (des de P3 fins a 4t ESO)

## Història
La història de Sant Llorenç va lligada a la del monestir que li va donar el nom tot i que en la documentació més antiga, el lloc és esmentat com a Novezào Lanoves
- 910 → En aquest lloc hi havia una casa i una església on hi vivien, sota una regla canonical de tradició visigòtica, uns clergues presidits per l'abat Bo.
- 920-948 → L'abat Ciendiscle succeeix Bo. La comunitat va rebent donacions de terres.
- 971 → El comte Borrell II dota aquesta comunitat amb una extensa propietat del terme de Navès (un lloc és anomenat Cort i l'església de Sant Pere) que segurament es tracta de Sant Pere de Ventolra.
- 992 → El comte Ermengol I, fill de l'anterior, fa noves concessions que comprenen bona part de la Vall de Lord Sobirana
- 997 → A les donacions anteriors hi afegeix la parròquia de Posada. Aquestes donacions comtals i l'incipient monestir responen a la voluntat de repoblament del sector.
- 1019 → En el marc de la política d'introducció de la regla benedictina, al monestir s'hi instaura aquesta regla, a instàncies del bisbe de la Seu d'Urgell, sant Ermengol, unint-lo al monestir de Tavèrnoles com a priorat. Arran d'aquesta instauració, es comença la construcció del temple romànic que avui és el temple parroquial.[10]
- 1069 → Segons un document (potser no autèntic) el comte Ermengol IV hauria donat aleshores a Sant Llorenç la mola de Lord.
- 1283 → Ramon Folc, primer comte de Cardona, concedeix l'estatus jurídic de vila franca a les famílies que s'havien anat instal·lant a redós del monestir. Això, doncs, significa el naixement de la vila de Sant Llorenç (durant un temps fou nomenada Vilafranca) per bé que des de temps abans s'havia anat formant una agrupació de cases al voltant del monestir que eren conegudes com La Pobla.[5] Llegir més⇒  Arxivat 2012-04-13 a Wayback Machine.
- 1343 → Es funda la Confraria dels Colls.[11][12]
- Cap al 1400 → La vila ja és emmurallada amb l'actual planta pentagonal irregular.
- 1419 → Lluís Borassà pinta el retaule de l'Esperit Sant.
- 1480 → Francesc Solives pinta el retaule de la Pietat.
- 1713 → Joan F. Morató esculpeix el retaule de l'altar major seguint la traça de Segimon Pujol, l'avi del famós escultor dels Colls.
- 1773-1784 → L'escultor Josep Pujol i Juhí, per encàrrec de la Confraria dels Colls, construeix la capella de la Mare de Déu dels Colls.
- 1823 → Antoine Rotten, general de l'exèrcit liberal, dona l'ordre de calar foc a la vila i el dia 20 de gener Sant Llorenç ja ha estat reduïda a ruïnes després d'haver estat saquejada.
- 2012 → El 19 de setembre del 2012, Sant Llorenç de Morunys es proclama Territori Català Lliure.

### Jaciments arqueològics
Aquesta és la llista dels jaciments de la vila de Sant Llorenç de Morunys inclosos a l'Inventari del Patrimoni Arqueològic de la Generalitat de Catalunya:
- Els Ollessos
  - Tipus de jaciment: Lloc d'habitació.
  - Cronologia: Medieval (800 / 1150).
- Capella gòtica de la Pietat
  - Tipus de jaciment: Edifici religiós. Església.
  - Cronologia: Medieval Baixa Edat Mitjana (1400 / 1492) - Modern (1453 / 1789).
- Església de Sant Llorenç de Morunys
  - Tipus de jaciment: Edifici religiós. Església.
  - Cronologia: Medieval (800 / 1492) - Modern (1453 / 1789).

### Edificis històrics
Aquesta és la llista d'elements arquitectònics de Sant Llorenç de Morunys que estan inclosos a l'Inventari del Patrimoni Arquitectònic de Catalunya Arxivat 2011-04-19 a Wayback Machine.:
- Cal Baró Vell

- Estil: Obra popular.
- Època: Segles xvii, xviii i xx.

- Cal Sant

- Estil: Obra popular.
- Època: Segles xvii i xviii

- Capella de la Pietat

- Estil: Gòtic.
- Època: Segle xv

- Carrer de l'Església

- Estil: Obra popular.
- Època: Segles xv, xviii i xix.

- Carrer Major

- Estil: Obra popular.
- Època: Segles xiv i xv.

- Església de Sant Serni de Vilamantells o del Grau

- Estil: Romànic.
- Època: Segle XI.

- Església de Sant Llorenç de Morunys

- Estil: Romànic.
- Època: Segles XI, XVI i xviii.

- Església de Santa Creu de Morunys

- Estil: Romànic.
- Època: Segle XI.

- Molí del riu

- Estil: Obra popular.
- Època: Segle XVII.

- Museu del Patronat de la Vall de Lord (Antiga seu de la Confraria dels Colls)

- Estil: Obra popular.
- Època: Finals del segle xviii.

- Plaça Major

- Estil: Obra popular.
- Època: Segles xviii i xix.

- Restes del Pont del Boato

- Estil: Obra popular.
- Època: Medieval.

- Pontet sobre el Salines

- Estil: Obra popular.

- Recinte murat de la vila

- Època: Segles xiii, xiv, XVI i xviii.

- Santuari de la Mare de Déu de Lord

- Estil: Neoclassicisme.
- Època: Segle xix.

- Santuari de la Mare de Déu dels Àngels

- Estil: Obra popular.
- Època: Segle XVII.

- Torre del Baró

- Estil: Obra popular.
- Època: Segles xvii i xviii.

- Vall de l'Estudi i Vall del Solà

- Estil: Obra popular.
- Època: Segles xvii i xviii.

- Vallfred

- Estil: Obra popular.
- Època: Segles xvii i xviii.

### Sant Llorenç de Morunys al Madoz
A la pàgina 617 del Volum XI del Diccionario de Pascual Madoz publicat a Madrid el 1847, s'hi troba el següent text, traduït literalment del castellà i del qual s'han conservat les formes tipogràfiques i la transcripció literal dels topònims i antropònims locals que s'hi citen que queden escrits en cursiva: 
| « | MORUÑS (SAN LORENZO DE) conegut vulgarment per SAN LLORENS DELS PITEUS: vila amb ajuntament a la província de Lleida (31 hores), partit judicial i diòcesi de Solsona (7), audiència territorial i capitania general de Barcelona (33). Està SITUADA en una profunda vall al marge dret del riu Cardaner i malgrat trobar-se dintre dels baixos Pirineus, el CLIMA és molt benigne i sa, propens tan sols a les malalties catarrals; hi dominen els vents del nord i de l'est. La població estava antigament defensada amb una muralla d'uns 34 pams d'altura i 8 d'ampla, amb 7 torres en els 7 angles de la població, conservant-se encara les seves restes sobre les quals s'han edificat cases, havent quedat senceres tan sols un tros de muralla de més de 30 vares, la torre de l'antic monestir i les cinc portes amb què es tanca la vila encara en l'actualitat. Es compon la població de 120 CASES de mitjana construcció, les quals han estat reparades en la seva major part des de l'any 1823 ençà, en què va ser cremada la població per ordre del general Mina a causa d'haver-la abandonat els seus moradors davant l'aproximació de les seves tropes: els carrers són bastants espaiosos, però una miqueta pendents; hi ha casa de l'ajuntament, 1 hospital de fundació particular, les rendes del qual tan sols donen per a socórrer els malalts pobres, amb un llit, un ral diari i assistència, abonant-se aquest socors d'algun temps a aquesta part en els propis domicilis; escola de nens dotada amb 2.200 rals a la qual concorren 50 alumnes i un banc de pagesos que es pot reputar com dels més antics de Catalunya: va tenir origen aquest en una societat fundada el 25 de març de l'any 1343 pel reverend prèvere D. José Codol, regent de la rectoria d'aquesta vila, amb l'objecte de socórrer les necessitats dels pagesos i altres calamitats públiques i privades: es va invocar per patró a Sta. Madrona dells Colls, i l'aniversari de la fundació se celebra tots els anys en igual dia amb una missa solemne i processó a la tarda. Aquesta societat es va fundar, reunint la quantitat (que cadascun dels veïns de la vila i de les parròquies de Sta. Cruz i San Cerní, poguessin proporcionar a escot), nomenant una comissió al propi temps que anés a pregar a D. Ramon Télech, vescomte de Cardona, amb un resultat altament satisfactori; va aplegar-se a aquest efecte la quantitat de 3.039 sous i 3 rals dels quals es van destinar 343 sous al socors de les cases necessitades; 330 per a edificar un hospici, i 6 sous i 3 rals de plata per als presos, quedant la resta en poder dels administradors. L'any 1532 hi havia a caixa una existència de 2.079 lliures catalanes, i es van comprar diversos masos de Clará pagant-se dels mateixos fons la dotació de 220 lliures que es satisfeia al mestre de primeres lletres. La societat és titular dels senyorius de Peracamps, Clará i Torrens. Hem d'observar, no obstant això, que la circumstància d'haver-se invocat com a patrona la verge dells Colls i de celebrar-se tots els anys l'aniversari de la fundació d'aquest establiment, va fer que en comptes de sociedat s'anomenés Cofradia dells Colls però que no hi ha res més que la diferència de nom, ja que en totes les actes i reglaments res hi ha que no sigui laical o civil, per manera que els eclesiàstics estan expresa i terminantment inhabilitats per a ser administradors dels fons d'aquesta societat. Existeix també dintre de la població una església parroquial dedicada a San Lorenzo, el temple de la qual és molt antic i de poca elevació, sòlid, bastant capaç, amb un bell orgue i una magestuosa capella on es venera la imatge de la verge dells Colls, però que millor hauria de dir-se del Coll perquè segons tradició va ser trobada en una collada situada a un tret de bala de la vila cap a l'est on hi ha una capella dita del Puit o de los Angeles. Aquesta església va ser priorat de monjos benedictins i era filial de l'abadiat de Tabernoles, també hi va haver col·legiata de canonges segons es dedueix d'una escriptura de l'any 1196. Aquest priorat o monestir va ser extingit a finals del segle xvi després d'haver-se erigit el bisbat de Solsona, al qual van ser adjudicats els seus béns el 1593, segons butlla, de S. S. donada a instància del rei D. Felipe II; per al servei de l'església hi ha un vicari perpetu, un canonge i 7 places de residència amb còngrues resultants de la unió dels seus beneficis que són familiars. Aquesta parròquia té per annexes les esglésies de San Saturnino i Sta. Cruz, situades dintre del terme de Guixes a 1/2 hora, formant ambdues un petit caseriu anomenat Vilamontells; a més a més, depèn d'ella en l'espiritual el santuari del Huerto, vulgarment del Hort, malgrat trobar-se situat en el terme i jurisdicció de Castelló i Busa: a l'hospital existeix una capella sota l'advocació de S. Francisco Javier i una altra de Ntra. Sra. de la Piedad, situada també dintre de la vila. El cementiri es troba contigu a l'església parroquial però és molt reduït, motiu pel qual s'enterren els cadàvers en el pis dels claustres de la parròquia o sigui de l'antic monestir, la qual cosa és contrària a la salubritat i a la decència. Confina el TERME en totes direccions amb el de Guixes a 1/4 d'hora poc més o menys, de manera que la vila i el terme de San Lorenzo estan enclavats dintre del de Guixes; comprèn dintre de la seva circumferència diverses fonts sent la més abundant entre totes una que flueix a l'extrem nord de la vila, de la qual se'n serveixen els veïns per a tots els usos, recollint-se els seus sobrants per a regar uns hortets: les aigües són de la millor qualitat; així mateix hi ha una ermita dedicada a Ntra. Sra. de los Angeles, vulgarment del Puit, situada en una collada a tir de bala conforme ja hem deixat dit, però està sense culte; i una altra de Ntra. Sra de la Merced, extramurs, a la casa anomenada del Sant: també es conserva una torre quadrangular d'unes 10 vares d'elevació, sobre un pujol al sud del terme a poca distància de la vila i restes d'unes altres dues, una en el serrat esmentat del Puit i una altra al nord a 1/2 quart d'hora en un petit planell. El TERRENY participa de pla i forest tot molt ben conreat, de bona qualitat, essent de notar que igual mesura de terra es ven dues vegades més cara que la millor de l'horta de les riberes del Segre, atribuint-se aquest elevat preu a l'escassetat de terra comparada amb la població; circumden el terreny diverses muntanyes tals com el Puerto del Conde, brancal dels baixos Pirineus al nord; al sud-est la de Busa; a l'est les de Pedra y Coma i Guixes i a l'oest la Rocaforada; a 1/4 d'hora de la vila hi corre el riu Cardaner amb direcció de nord a sud, creuant-lo dos ponts anomenats de Batllonga i del Molino de San Lorenzo. Els CAMINS són transversals per a Berga, Manresa, Solsona i la Seu d'Urgell, tots en mal estat: la CORRESPONDÈNCIA es rep de l'administració de Solsona els dissabtes de cada setmana per mitjà d'un vianant pagat del fons de propis, PRODUCCIÓ: blat, vulgarment "blat gros", sègol, blat de moro, mongetes i patates molt saboroses, tot en poca quantitat, no arribant a collir-se’n ni tan sols prou per al consum de quatre mesos; no es cria cap classe de bestiar, però si que hi ha caça de perdius i es pesquen algunes truites al Cardaner. Des de temps immemorial es dediquen els veïns d'aquesta vila a la INDÚSTRIA de teixits grollers de llana per a mantes, peücs i vestit de la gent del camp, els draps dels quals són coneguts amb el nom de “piteus”, el mateix que com ja hem dit, es dona vulgarment a la població: hi ha 12 telers d'aquests draps; la llana es fila a mà la qual cosa prova el poc que ha avançat aquesta indústria. Existeix a més a més un batan, vulgarment "confertidó" amb 3 màquines mogudes per aigua per a donar força i consistència a les peces. També han introduït els industriosos moradors de la vila que descrivim, la indústria cotonera, contant-se en l'actualitat sobre 50 telers amb les seves màquines per a filatura fins al núm. 20: per a cardar el cotó hi ha una màquina moguda per aigua del Cardaner, situada a l'est a poc menys d'un quart d'hora, construïda l'any 1826, per compte de D. Lorenzo Riu, rector que va ser d'Oliva, a la província de Barcelona, però natural d'aquesta vila; el cost de l'obra va ser de 6.000 lliures catalanes, i es paga per cada arroba de cotó que es carda una petita retribució per a la conservació de l'establiment i algun altre objecte de beneficència. La major part dels filats es porten de Barcelona, especialment els que sobrepassen del núm. 20, i les peces també es duen a vendre a la mateixa ciutat; hi ha així mateix una màquina per a serrar fusta i un molí fariner amb dues moles amb una altra per a pelar blat i blat de moro que es menja a la manera de l'arròs. El COMERÇ consisteix en l'extracció de peces de drap i cotó i en la importació de les primeres matèries d'aquestes indústries, de blat, oli, vi i gèneres colonials per al consum de la vila i contorn, POBLACIÓ: 101 veïns, 648 habitants. RIQUESA IMPOSABLE: 147.872 rals. CONTRIBUCIÓ: el 14,48 per 100 d'aquesta riquesa. El PRESSUPOST MUNICIPAL ascendeix a 11.000 rals i es cobreix del producte d'arbitris en la seva major part i el dèficit per repartiment veïnal. | » |

A la pàg. 431 del Volum XIV, en el quadre estadístic que s'hi publica a propòsit del partit judicial de Solsona, s'hi citen, entre d'altres, les següents dades:
| Estadístiques municipals de San Lorenzo de Moruns |          |          |                  |                  |   |                                     |                                     |  |                   |                   |
| POBLACIÓ                                          | POBLACIÓ |          | COMP. AJUNTAMENT | COMP. AJUNTAMENT |   | EXÈRCIT Joves allistats a l'edat de | EXÈRCIT Joves allistats a l'edat de |  | RIQUESA IMPOSABLE | RIQUESA IMPOSABLE |
| Veïns                                             | 101      | Alcalde  | 1                | 18 anys          | 3 | Territorial (rals / veí)            | 48.832                              |  |                   |                   |
| Habitants                                         | 648      | Tinent   | 1                | 19 anys          | 4 | Industrial (rals / veí)             | 80.651                              |  |                   |                   |
| Contribuents                                      | 80       | Regidors | 5                | 20 anys          | 5 | Consum (rals / veí)                 | 18.389                              |  |                   |                   |
|                                                   |          | Síndics  | 1                | 21 anys          | 3 | TOTAL                               | 147.872                             |  |                   |                   |
| Suplents                                          | 5        | 22 anys  | 8                |                  |   |                                     |                                     |  |                   |                   |
|                                                   |          | 23 anys  | 3                |                  |   |                                     |                                     |  |                   |                   |
| 24 anys                                           | 5        |          |                  |                  |   |                                     |                                     |  |                   |                   |

## Transport públic
Malgrat ser una població de més de 1.000 habitants, només disposa de transport públic els dies escolars, que consisteix en un bus al matí i un a la tarda fent la línia Solsona-La Coma (empresa ALSA), quedant completament incomunicats durant tot l'estiu.

## Denominacions
A un mapa de Catalunya de 1776 hi apareix amb el nom de San Lorenzo de Murullo En un altre mapa de Catalunya de 1837 hi apareix amb el nom de Sant Llorens de Murulls. Històricament també se n'ha dit Piteus o Sant Llorenç dels Piteus (segons el Diccionari català-valencià-balear, un document de l'any 1395 parla del poble esmentant-lo així: Item pres lo dit senyor quan anà ha Ampurlà ab lo senyor rey als Piteus, hun cauayll del honrat en Bernat Conill).

## Fills adoptius
- Manuel Riu i Riu